# Consell de la República de Guinea Equatorial
El Consell de la República és un òrgan estatal de la Republica de Guinea Equatorial. La seva funció és assessorar al President de la República en la seva gestió durant el seu mandat i als altres poders de l'Estat.

## Història
El Consell de la República va ser establert després de la Independència de Guinea Equatorial. Segons la Constitució de Guinea Equatorial de 1968, la funció de l'òrgan era entre d'altres, dictaminar sobre la constitucionalitat de lleis i procediments, i assessorar al President de la República.
El Consell es componia de sis membres, un d'ells era el seu President. D'acord amb la Constitució: "Aquests sis Consellers seran escollits lliurement per meitat per cadascun dels Consells Provincials entre persones naturals de cadascuna de les Províncies que no pertanyin ni al Consell Provincial ni a l'Assemblea de la República." El President del Consell era la tercera autoritat del país, després del President i el Vicepresident. Després de la independència, Andrés Moisés Mba Ada va ser escollit primer President del Consell.
En 1971, després d'haver-se iniciat la dictadura de Francisco Macías Nguema, el Consell de la República va ser suprimit per decret presidencial.
El Consell de la República va ser re-introduït en 2012 després de les reformes constitucionals a la Llei Fonamental de Guinea Equatorial de 1991 aprovades en referèndum de 2011. Les seves funcions actuals són similars a les de 1968, incloent la defensa de la constitució i el manteniment de la seguretat, la unitat nacional, la integritat territorial, l'Estat de Dret i la sobirania. En l'actualitat es compon de nou membres, triats pels Ex-Presidents de la República, els Ex-Presidents de la Cambra dels diputats, els Ex-Presidents del Senat, els Ex-Presidents de la Cort Suprema de Justícia i els Ex-Presidents del Tribunal Constitucional. Els Ex-Presidents de la República seran membres vitalicis de ple dret del Consell de la República.
L'actual president del Consell de la República és Ignacio Milam Tang.